# Obyce
Obyce es un municipio del distrito de Zlaté Moravce en la región de Nitra, Eslovaquia, con una población estimada a final del año 2024 de 1460 habitantes.
Se encuentra ubicado al noreste de la región, a unos 120 km al este de Bratislava, cerca de la frontera con las regiones de Banská Bystrica y Trenčín.

## Demografía
| Año        | 1994 | 2004    | 2014    | 2024    |
| ---------- | ---- | ------- | ------- | ------- |
| Población  | 1514 | 1557    | 1521    | 1460    |
| Diferencia |      | +2,84 % | −2,31 % | −4,01 % |

| Año        | 2023 | 2024    |
| ---------- | ---- | ------- |
| Población  | 1456 | 1460    |
| Diferencia |      | +0,27 % |